# Semaeopus viridiplaga
Semaeopus viridiplaga är en fjärilsart som beskrevs av Walker 1861. Semaeopus viridiplaga ingår i släktet Semaeopus och familjen mätare. Inga underarter finns listade i Catalogue of Life.